# Liuva II
Liuva II, död 603, var kung i västgotiska riket från 601 till 603. 